# Episodi di D'Artagnan e i moschettieri del re
Questa è la lista degli episodi dell'anime D'Artagnan e i moschettieri del re.